# 海因茨·古德里安
海因茨·威廉·古德里安（德語：Heinz Wilhelm Guderian，發音：[ˈhaɪ̯nt͡s ˈvɪlhɛlm ɡuˈdeːʁi̯an]，1888年6月17日—1954年5月14日），是第二次世界大戰一位德國陸軍將領，最高軍階為大將。古德里安為第二次世界大戰爆發前，對於將戰車與機械化部隊使用於現代化戰爭的重要提倡者，在他的組織與推動下，德國建立了一支當時作戰最具效率的裝甲部隊，於第二次世界大戰初期以新型戰爭型態「閃擊戰」的形式屢屢擊敗敵軍。古德里安也是聯合兵種作戰和前線指揮等戰爭型態發展的推動者和先驱。
古德里安在第二次世界大戰中擔任裝甲部隊的指揮官，在波蘭戰役期間指揮第19裝甲軍進行快速的突穿攻勢，與蘇聯軍隊會師。在1940年的西線戰役中，古德里安擔任A集團軍第19裝甲軍軍長，是西線主攻的裝甲兵力矛頭之一。攻勢發起後，古德里安指揮部隊通過了被盟軍認為戰車難以橫越的阿登森林，直駛英吉利海峽，將困於比利時的盟軍包圍消滅，這次軍事行動的成功令德國乃至全世界體會到裝甲部隊在現代戰爭中的重要性；1941年6月德國發動「巴巴羅薩作戰」入侵蘇聯，古德里安出任中央集團軍的第2裝甲軍團司令，指揮德軍裝甲部隊完成多次包圍殲滅戰，直趨蘇聯首都莫斯科，但在阿道夫·希特勒命令下，古德里安放棄其原先的目標，轉而率軍南下進行史上規模最大的包圍殲滅戰「基輔戰役」，這場戰役雖然以德軍的勝利結束，但因為時間上的遷延而使德軍必須在極不利的冬季狀態下進攻莫斯科，古德里安指揮的第2裝甲軍團遭受重創，但陸軍總司令部不允許其撤退，而古德里安依然堅持撤退，古德里安也因此被免職。1943年德國於「斯大林格勒戰役」中慘敗後，古德里安復出并被任命为裝甲兵總監，進行重建裝甲部隊的工作，進而發動史上規模最大的裝甲戰役「庫尔斯克會戰」。1944年7月，古德里安出任陸軍總參謀長，這是他所晉升到的最高職位，但於戰爭結束前不久被免職。
古德里安現今成為了德國發展裝甲兵力的代表人物，被歷史學家稱作「閃擊戰之父」和「世界裝甲車之父」 ，但同時也因為其急躁和直爽的個性而被部下取了個「急速海因茨」（Schneller Heinz）的綽號。

## 早年生平

### 軍人世家
古德里安出生于现于波兰境内的普鲁士西边维斯瓦河旁的库尔姆（Kulm）一个军人家庭，父亲弗里德里希·古德里安（Friedrich Guderian）是1名陆军营级军官。母亲是克拉拉·基尔霍夫（Clara Kirchhoff）。

### 從軍入伍
1894年，六岁的古德里安在阿爾薩斯-洛林上阿尔萨斯专区科尔马入学读书，1901年－1902年，进入位于巴登的卡尔斯鲁厄军校。1903年－1907年，入读位于柏林附近的大利希特菲尔德（Groß Lichterfelde）中央军官学校，毕业后被分配到驻在洛林州比奇的第10汉诺威轻步兵营，担任见习军官。随后被晋升为中尉并在1911年被分派至隶属普鲁士陆军通信兵团的第三通信兵营。1913年10月古德里安迎娶了妻子玛格丽特·格尔纳（Margarete Goerne）。在第一次世界大战期间古德林先后历任电台台长，团部参谋以及营长等职。并参与过凡尔登战役和索姆河战役。

## 德国装甲兵的建立
虽然古德里安出身于轻步兵，但是却命中注定地一直与“摩托化”问题发生密切关系。1922年1月，古德里安意想不到地被调往国防部运输兵监察处担任参谋。正是在这里古德里安开始了坦克与装甲兵作战理论。
1922年4月，于慕尼黑第七摩托化运输营实习数月后，古德里安到柏林向奇施维茨（Gen. Erich von Tschischwitz）将军报到，然而古德里安获得的工作不过是研究摩托化运输的各种问题，而不是他所期盼的如何运用为作战部队。
在踏上这个技术性军职的生涯后，古德里安只好奋力寻找出路。在经历了有关用摩托化车辆运输军队的计划后，他意识到了摩托化部队的实用性并全心投入该研究。第一次世界大战后的德国受凡尔赛条约约束，不得拥有超过100,000人的军队，莱茵河以东50公里不得设防。因此，倘若新的战争发生，德国无险可守。古德里安认为，德国必须依赖机动性防御，而机动战中又需要对运输部队进行保护，进而引起对装甲车辆的需求。在与军中相关专家讨论和研究英国同行如富勒、李德哈特的著作后，古德里安学会了装甲兵的集中运用并因在军事刊物中发表相关文章而出名。
1925年，古德里安陪同运输兵总监纳茨默尔（Col. von Natzmer）参观军事演习时，向运输兵总监建议在将来可以把摩托化部队由勤务兵种转变成战斗兵种时，这位总监却很粗鲁地回答到：“见鬼，什么战斗部队！它们只配装运面粉！”
1929年夏季演习中，虽然古德里安构想的装甲兵概念被拒，但是数月后却有机会出任第3摩托化营营长。在这里，他集中全力进行各种训练，然而摩托化运输仍然受到相当多的阻力，甚至连与同区其他部队演习也被拒。随后，古德里安担任新总监鲁兹将军的参谋长，并与骑兵派系发生激烈的冲突。最终为摩托化部队赢得一席位置。之后，他便着手装甲兵的装备，训练和战术制定等问题，经过古德里安多方奔走，并在希特勒的直接支持下进行开发后，小型坦克1號坦克面世并于1934年投入使用。直至第二次世界大战爆发，这种原本作为训练之用的小型坦克一直都是德军装甲兵的标准装备。

### 装甲战术
德军在一战后期发明了渗透战术。这种战术依靠专门的突击部队以松散队形前进，而非集团衝锋，从而突破敌方的堑壕防线，绕过敌方据点，并渗透到敌方纵深处进行破坏。德军在1918年皇帝会战裡采用了这种战术，但机动性不足导致德军无法即时扩大战果，深入敌后。由于德军不能保持攻势的冲击力，它始终无法收获任何决定性的战果。
机械化部队是在敌军战线上维持一个缺口的关键。但做到这样所必要的高度机械化在1920年代之前都无法实现。苏联元帅圖哈切夫斯基也在探索纵深作战的理念，但他本人却在1937年斯大林的大清洗之中遭到处决。
在德国，古德里安是机械化，坦克，和利用装甲部队进行纵深作战的首要倡导者。他被视为德国装甲师的首席建筑师。古德里安开发了将装甲部队在集中在突破口一点以及纵深突破的战略，并大加发扬。他在著作《注意——坦克！》一书中描述了装甲攻击的成功要素：出其不意，兵力集中，和有利地形。古德里安提倡步兵和砲兵和坦克在装甲师裡协同行动，以发挥更大作用。他在回忆录“装甲指挥官”裡写到他早在1929年已经“深信将坦克编入步兵师是错误的：我们需要融合了所有必要支援兵种的装甲师”。希特勒掌权以后德国重新建军，这恰恰赋予古德里安把思想投入实践的权力。
古德里安相信成功的要素之一是机动部队的指挥官需要能彼此沟通，也要能和属下部队沟通。古德里安在1933年坚持让德国坦克装备無線電、对讲机和喉麦，以便每一位坦克车长和手下的乘员，以及连排内其他坦克通话。每辆德国坦克的乘员都是一个紧密合作的队伍，而车长能够和每一位成员沟通。此外，德国坦克也能协同作战，彼此掩护并提升总体火力。赫尔曼·巴尔克说：“古德里安带来了现代军事思想的决定性革新，其体现不只在装甲部队上，还在通讯之上。”巴尔克认为古德里安的其中一项重大贡献是包括了专门的通信兵的五乘员制，以及组织师级通讯兵，以便師長无论身处那个部队都能指挥整个师。由此，師長能够在前线统领全师，这样在机动作战中起到关键作用。德军在1939到41年之间的胜利并非源自装备优势，而是源自运用这些装备的优良战术，以及优异的指挥体系让德国装甲部队实现更高的机动性与速度。

## 第二次世界大战

### 入侵波蘭

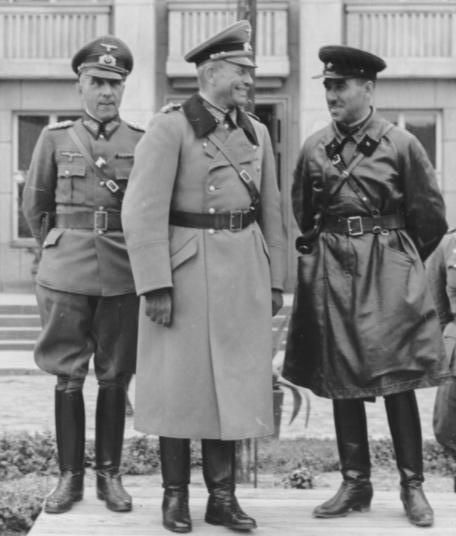
1939年9月22日，古德里安（中）与苏军将领謝苗·克里沃申（右一）举行苏德布列斯特-立陶夫斯克联合阅兵

1939年8月，第二次世界大战即将爆发。古德里安担任费多尔·冯·博克辖下的第19装甲军军长，該軍包含1個裝甲師（第3装甲师，师长利奥·盖尔·冯·施韦彭堡中将）。9月1日参加了波蘭戰役。第19装甲军作为德国北方集團軍的开路先鋒，一路如入无人之境。戰役開始五天後（9月5日），即封鎖但澤走廊進入東普魯士會師，而在随后不到兩个星期的时间裡，古德里安和保羅·路德維希·埃瓦爾德·馮·克萊斯特的装甲军的高速前进就使战术落后的波兰人陷入重围，德軍步兵所起的作用就是俘虏包围圈里的敌军。在会战开始一個月又一天後波蘭戰役结束，古德里安的第19装甲军在整个战役中只阵亡150人，受伤700人，300多輛裝甲車輛中，一共只損失8輛。
古德里安于此役中首次实现了他装甲兵作战的战术理念，即在合适地形的战术方向上，以装甲集群作为火力，机动与防护三位一体的突击手段，集中于敌防线的某一点进行突破，成功后即向敌纵深迅猛发展，致敌无法重整集结，以再次构筑防线。在他的个人回忆录中，他不无骄傲地声称，他很有可能是人类战争史上第一位坐在装甲指挥车中利用无线电指挥部队，并随同一线战斗部队一起冲过敌人防线的高级指挥官。
歷史學家羅素·哈特寫到：古德里安支持入侵，因為他「厭惡天主教、斯拉夫波蘭人佔據他熱愛的家鄉普魯士」。 在他的眼中最重要的事為「解放」他的家族故居，他因此下令在夜晚和大霧中進軍，他隨後承認這項行動導致「嚴重傷亡」。

### 西线战场
古德里安參與了入侵法國和低地國家前的戰略討論。該計劃由他1907年戰爭學院的同學埃里希·冯·曼施坦因制定。「曼施坦因計劃」將裝甲部隊的進攻箭頭從低地國家轉移至阿登地区。古德里安自信地宣稱裝甲部隊通過多山的阿登森林的可能性，他隨後被告終他可能需親自統帥這支進攻部隊。他得到七個裝甲師作為這次作戰任務的資本，該計劃建立了一支穿透森林的特遣部隊，為德國致該時為止最大規模的裝甲部隊集合，集中了德國2,438輛坦克中的1,112輛。
古德里安的先頭部隊首先穿過阿登並度過默兹河，他在色當戰役中發動一次突破法軍防線的進攻。古德里安的裝甲集團開始向大西洋前進，將法國陸軍和英国远征军圍困於敦刻尔克。 。5月26日，德軍下令全面恢復進攻，盟軍集結並進行了頑強的抵抗。5月28日，隨著損失的增加，古德里安建議放棄裝甲突擊，轉而採用傳統的砲兵步兵協同作戰。 古德里安隨後奉命前往瑞士邊境。德軍於6月9日至6月17日對魏剛防線進攻，包圍马奇诺防线的防禦工事與剩餘的法軍部隊。

### 苏德战争

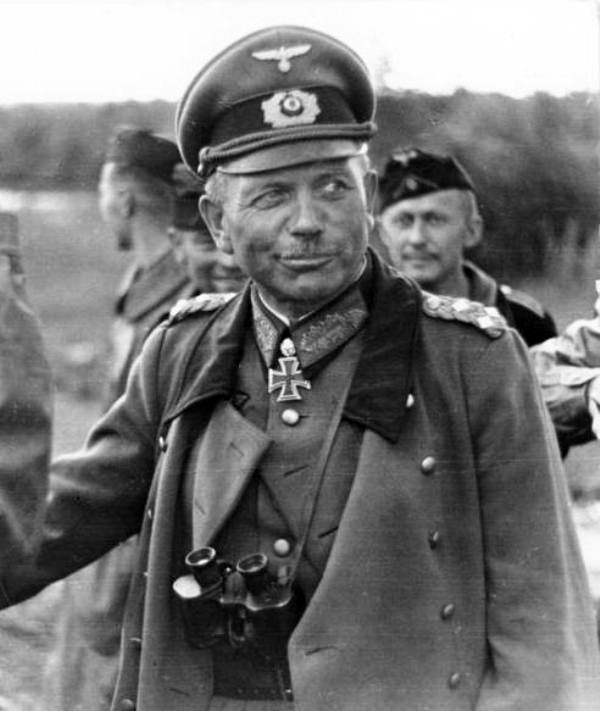
1941年在東線時的古德里安

1941年6月22日苏德战争爆发，希特勒决定以3个集团军群对苏联发动迅速的攻击战，他们分别是勒布元帅所率领的北方集团军群、博克元帅所率领的中央集团军群以及格特·馮·倫德施泰特元帅率领的南方集团军群。古德里安则是隶属於中央集团军費多爾·馮·博克元帅辖下的第2装甲兵團（2. Panzergruppe ）指揮官（1941年10月，第2裝甲兵團更名為「第2裝甲軍團」（2.  Panzerarmee ））。
7月9日上午，統轄第2装甲兵团的第2军團司令克鲁格元帅，因为听说古德里安准备强渡第聂伯河而赶到他的驻地，准备阻止這個行動，但古德里安成功说服了克鲁格批准其渡过第聂伯河以向斯摩棱斯克发动攻击。到了7月11日，德军已经几乎佔领了白俄罗斯全境，向東推进了约450至600公里。7月12日古德里安的装甲兵团包围了前往救援斯摩棱斯克的苏联红军第13軍團的4个师和第20机械化师的部分力量。次日苏军进行了猛烈反击，苏联中央方面军总司令铁木辛哥下令在戈梅利附近的总计20个师兵力向古德里安发动攻击，处在包围圈内的苏军亦开始了突围行动。激烈的战斗后，第2装甲兵团击退了反攻的敌人，得以继续向斯摩棱斯克前进。7月15日凌晨，古德里安的先头部队第71步兵团在天色掩护下经一条乡间小路占领了位于斯摩棱斯克外围防御圈中的砲後阵地。7月16日古德里安攻下了斯摩棱斯克，次日希特勒在古德里安的骑士铁十字勋章上加授橡叶。
斯摩棱斯克战役结束后，古德里安建议陆军总部以莫斯科为目的地发起合围攻势。陆军总部并没有採纳古德里安以及博克元帅等人的建议，而是由希特勒亲自批示採用伦德施泰特的构想－首要攻击目标为苏联红军布琼尼的西南方面军以及乌克兰首府基辅。随后古德里安的第2装甲兵团被借调往伦德施泰特的南方集团军群，以协助基辅会战。9月26日基辅会战结束，德军雖然赢得胜利，卻同時給時間予苏联人构造以莫斯科为核心的纵深防御阵地。他们在莫斯科附近构筑了3条防御工事：维亚济马附近的维亚济马防线全长320公里、莫斯科以西的莫扎伊斯克防线全长140公里、最后则是沿莫斯科环城公路的4条弧形防线。原本莫斯科驻军500,000人，却缺少重型武器以及战斗经验，随后斯大林下令在西伯利亚与日本关东军对峙的25个步兵师以及9个装甲旅回防莫斯科。这些长期驻紮西伯利亚的军队对于恶劣的天气尤其适应，并在日后的反击战中发挥重要作用。
随即莫斯科保卫战全面展开，战斗持续到10月中旬时，苏德都损失严重。苏军防线后撤30公里至50公里，德军几乎所有步兵师都减员2,500人，装甲部队则只有不到50％的正常兵力。古德里安的部队尤其严重，每个团都减员500人以上，步兵部队的连队平均人数只剩下50人。即使手下的王牌裝甲旅艾贝尔巴赫裝甲旅亦只剩下60辆坦克，这也是满编时超过600辆戰車的第2装甲兵团仅剩的戰車。在面对恶劣的天气以及对苏军T-34戰車无能为力的情况下，不久德军在莫斯科保卫战中战败。古德里安因建议撤退遭到希特勒拒绝，12月26日古德里安被调回陆军统帅部候命，职务则由魯道夫·施密特中将接任。

### 战争后期

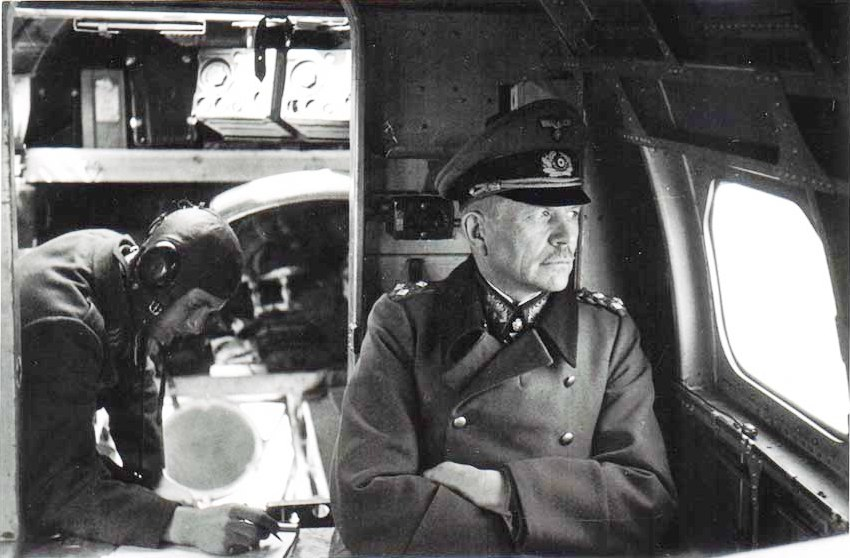
古德里安在動線輾轉

在莫斯科保卫战战败1年多之后，古德里安出任装甲兵总监，负责装甲部队的生产、训练、战术制定及整编工作。上任后古德里安将德国原600辆不到的坦克与装甲车月产量提高到了1,955辆，其中包括当时德军的装甲主力4號战车、最新式的5號战车豹式及6號战车虎式。
1943年，希特勒不顾古德里安对于豹式坦克可靠性的忧虑，将豹式戰車投入到代号卫城作战的库尔斯克战役中。这场战役是德军在东线最后一次重大攻势，也是德军为了夺回战略主动权的另一次企图。然而，苏军早已获悉德军的作战计划，并在长达数月的时间内建立了严密的纵深防御体系，以图逐步削弱来犯的装甲力量。德军的作战计畫违背了古德里安在《注意——坦克！》一书内提出的装甲作战原则。其一，地形必须开阔，且战场内不能筑有强大的防御工事；其二，攻势必须实现出其不意，攻其不备。从苏军精心构筑的防御工事，可见这次作战是对装甲力量的滥用，其结果是古德里安费尽心血重建的装甲部队受到重创。古德里安曾经向希特勒反映库尔斯克作战毫无意义，并劝其放弃在东线战场发动战略攻势。古德里安也曾驳斥國防軍最高統帥部首脑凯特尔赋予库尔斯克的政治意义，他说：「你认为有多少人知道库尔斯克在哪里？全世界丝毫不重视我们守不守得住库尔斯克！」
按原定计畫，攻势将在5月开始，但却被推迟到7月。攻势持续了一个星期，之后因为苏军在北方向奥廖尔突出部施压以及西线盟军登陆西西里岛而结束。苏军得以夺取主动权，并从此掌握战略主动。

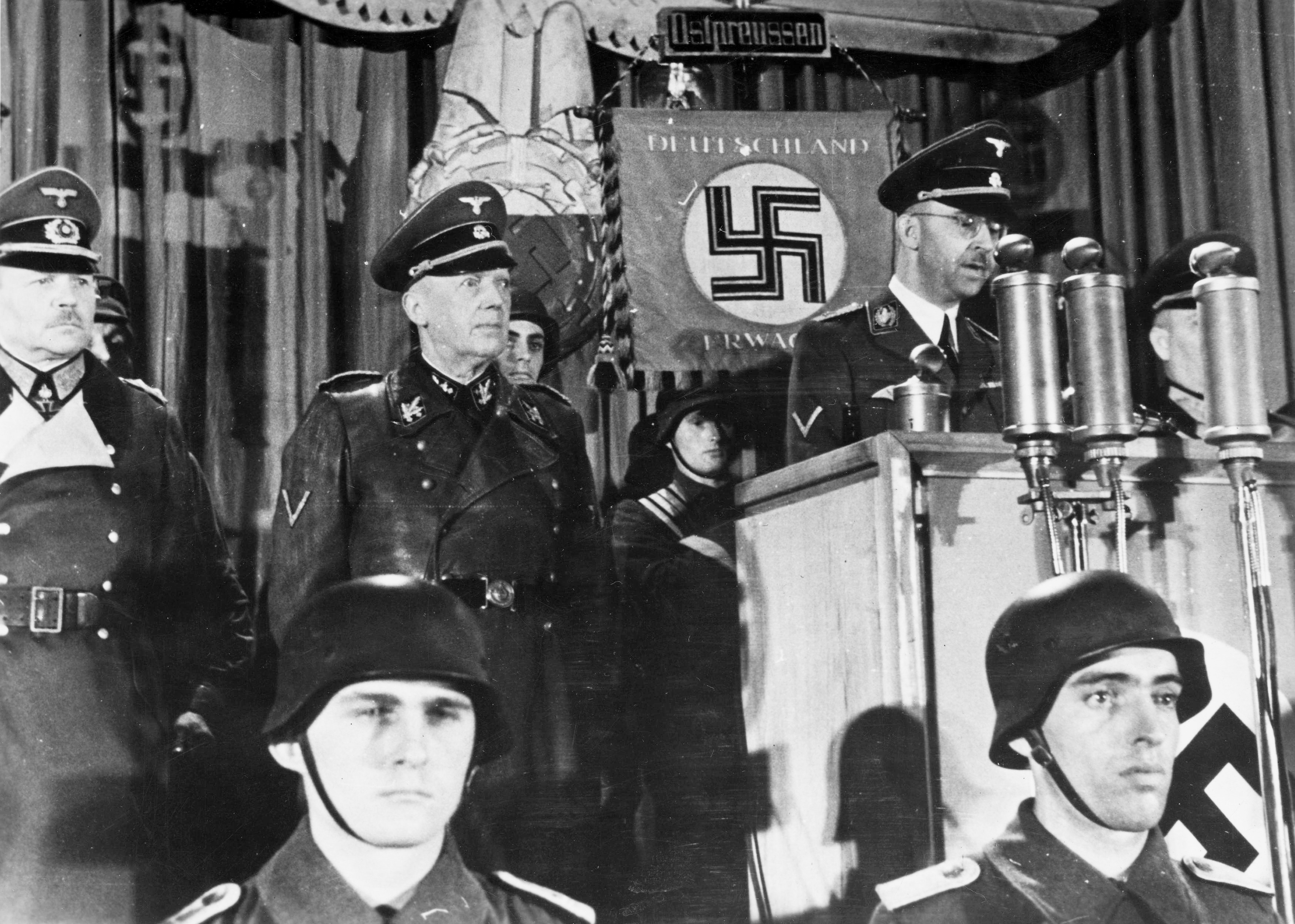
1944年10月的國民衝鋒隊集會，古德里安、漢斯·蘭馬斯以及希姆萊

古德里安建议在转入战略防御姿态时，应当用突击砲替代坦克成为防御主力，他得到希特勒的同意，可以自行安排突击砲的生产和分配。不过由于时间及工业、经济、人事等因素在1944年苏联发动反击时仍只有33%的战防部队装备了突击砲。同时古德里安建议自东线战场撤回装甲部队，予以重新整编，遭到希特勒拒绝后又建议自西线战场撤回装甲部队得到批准。在1944年6月6日盟军发动诺曼底战役时，古德里安已经重新整编出10个装甲师和装甲步兵师。对于担任大西洋堡壘主要负责人隆美尔的防御计畫，古德里安提出了异议，认为隆美尔将机动部队置放的位置与前线部队空间过大而与之发生争执。
在战争后期，古德里安与希特勒在战术战略见解上的分歧愈來愈大，由是使得两人之间的矛盾也愈形激烈，并多次发生争吵，但古德里安出于对德国效忠的军人誓言，始终未加入政变推翻希特勒的密谋当中。1944年7月20日事件发生，古德里安参与负责审理工作的荣誉军人法庭，并被任命为陆军总参谋长，而在1945年3月于德国战败前夕再次被希特勒以6星期病假作為健康疗养的名义斥退免职。被免職當天，古德里安回到家時，他的妻子對他說：「今天你出去的時間真是長得可怕呀」，他回答說：「是的，而這也就是最後一次了，我已經被免職了」。

### 战后遭遇

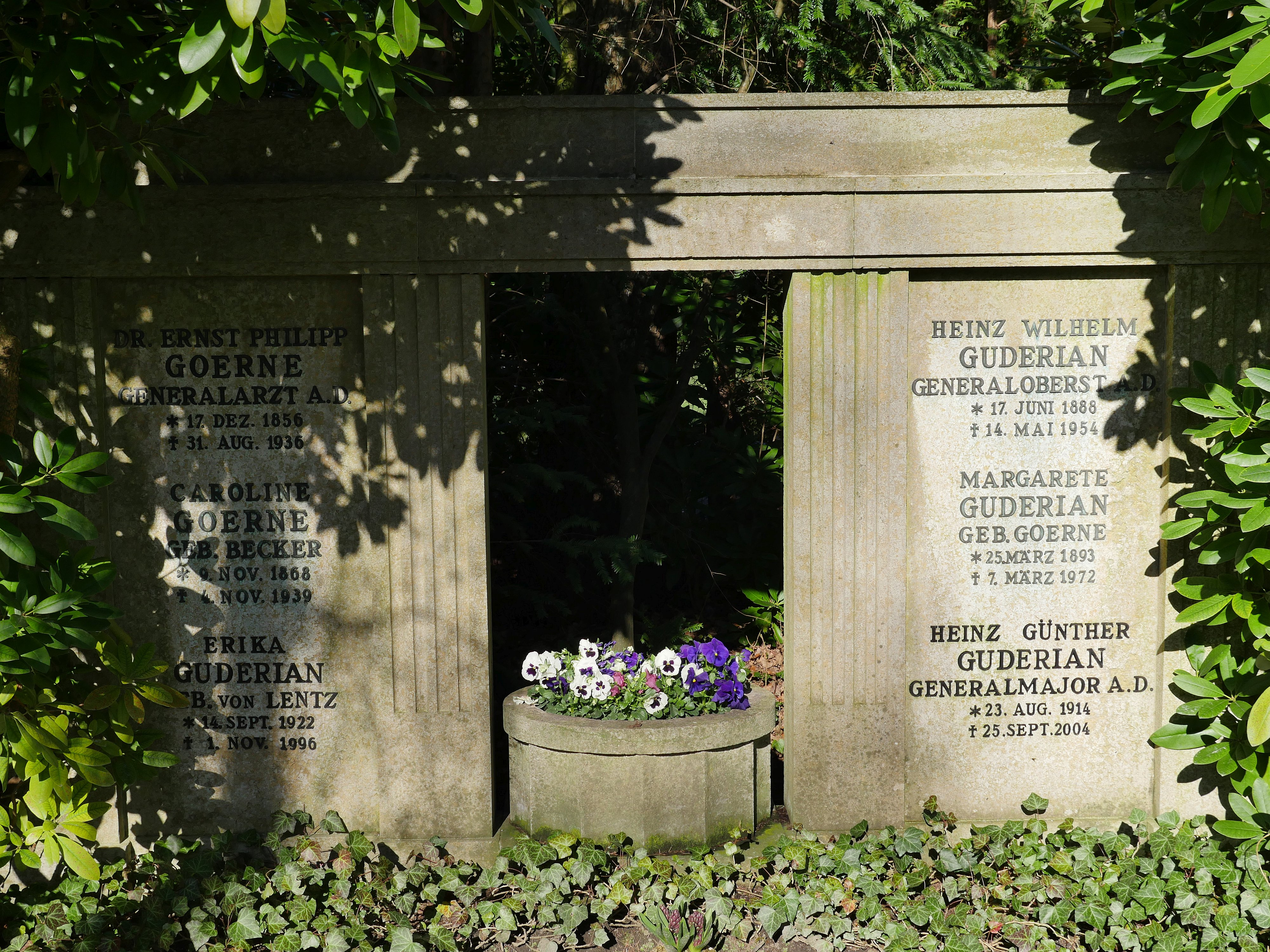
古德里安之墓

古德里安于1945年5月10日向美军投降，后被关押3年。由於并未虐待战俘和屠杀平民，沒有觸犯任何戰爭罪行；且在盟军的询问下，古德里安否认自己是纳粹党的支持者。因此他並未被列为战犯移送纽伦堡审判。在古德里安同意和美军合作后，美国拒绝了苏联对他的引渡请求。古德里安于1948年獲釋，之后一直在家中休养并撰写回忆录《一个士兵的回忆》。但他的同儕埃里希·冯·曼施坦因被判处18年有期徒刑（1952年由於健康原因而提前釋放）、阿爾貝特·凱塞林被判处终身监禁。
1954年5月14日古德里安因病去世，埋葬于最早担任军职的戈斯拉爾。他所用的密码机陈列于英国MOD Chicksands的情报处博物馆。
他的兒子海因茨·君特·古德里安（Heinz Günther Guderian，1914－2004）在第二次世界大戰中任第116裝甲師參謀，在魯爾包圍戰內投降，戰後加入德國聯邦國防軍，以少將身分退伍。

## 军人荣誉
- 战功十字勋章 二级
- 带剑奥地利战争纪念勋章
- 带剑匈牙利战争纪念勋章
- 一级三军战斗荣誉勋章
- 德奥合并纪念勋章（1938年3月13日）佔领奥地利后
- 布拉格城堡勋章（1938年10月1日）波兰战役后
- 荣誉骑士十字勋章
- 坦克突击勋章银质
- 铁十字勋章一级 1914版
- 铁十字勋章一级 1939版 （加授带）
- 橡叶骑士铁十字勋章
  - 骑士铁十字勋章 （1939年10月27日）
  - 骑士铁十字勋章加橡叶 （1941年7月17日）

## 著作
- Guderian, Heinz.  reissue. Sterling Press. 1937. ISBN 0-304-35285-3. 英版：《注意！坦克》 1937年 英国货币杂志
  - 汉译版：古德里安, 海因茨·威廉. . 由胡, 晓琛翻译. 江苏南京: 江苏凤凰文艺出版社. 2020年7月15日: 256. ISBN 9787559448743.
- Guderian, Heinz.  [With the Panzers in the East and West]. Volk & Reich Verlag. 1942. OCLC 601435526.
  - 《東方和西方的坦克之间》，无汉译
- Guderian, Heinz.  [Can Western Europe Be Defended?]. Plesse-Verlag. 1950. OCLC 8977019.
  - 《西欧可以防御吗？》，无汉译
- Erinnerungen eines Soldaten (Memories of a Soldier) (Kurt Vowinckel Verlag（德语）, Heidelberg 1950; 10th edition 1977) 德版《一个军人的回忆》
  - 英译版《装甲领袖》：Guderian, Heinz. . Da Capo Press Reissue edition, 2001. New York: Da Capo Press. 1952. ISBN 0-306-81101-4.
  - 汉译版：古德里安, 海因茨·威廉. . 由戴, 耀先翻译. 北京: 解放军出版社. 2005年3月: 423. ISBN 9787506548458.
  - 汉译版：古德里安, 海因茨·威廉. . 由戴, 耀先翻译. 北京: 民主与建设出版， 博集天卷·读行者. 2015年8月1日: 504. ISBN 9787513906104.